# 梅森縣 (肯塔基州)
梅森縣（英語：Mason County）是美国肯塔基州東北部的一個縣，北隔俄亥俄河與俄亥俄州相望，面積639平方公里。根據2020年美國人口普查，共有人口17,120人。縣治梅斯維爾（Maysville）。該縣成立於1788年5月1日，縣名紀念《維吉尼亞州憲法》起草人、代表弗吉尼亚州參加制憲會議的喬治·梅森（George Mason）命名。